# Torralba de Aragón
Torralba de Aragón è un comune spagnolo di 119 abitanti situato nella comunità autonoma dell'Aragona.